# هیتووو
هیتووو (به بلغاری: Hitovo) یک منطقهٔ مسکونی در بلغارستان است که در شهرستان دوبریچکا واقع شده‌است.